# 马翮飞
馬翮飛（1703年—1756年），字震卿，号一斋，安徽桐城人，清朝詩人。
馬嗚變之子。康熙四十二年（1703年）出生，少时潛心理學，恪守程朱學說。雍正年間監生。乾隆初年，被推举為孝廉方正，力辭不就。乾隆二十一年（1756年）去世。著有《翊翊斋诗文钞》二卷。